# Флавій Тімасій
Флавій Тімасій (*Flavius Timasius, д/н — 396) — військовий діяч часів пізньої Римської імперії.

## Життєпис
Про родину та батьків немає відомостей. Зростання військової кар'єри розпочалося за імператора Валента II. У 377 році бився проти готів у Мезії та Фракії. У 378 році брав участь в битві при Адріанополі, проте врятувався.
У 386 році імператор Феодосій I призначив його комітом та magister equitum (начальником кінноти), у 388 році — magister peditum. 388 року призначається військовиком при імператорі (magister militum praesentalis). Того ж року відзначився у битві при Саві, де було подолано узурпатора Магна Максима.
У 389 році стає консулом (разом з Флавієм Промотом). У 391 році брав участь у військових діях проти варварів в Македонії, проте не дозволив імператорській армії повністю здолати ворогів. У 392 році виник конфлікт між Тімасієм та Промотом (з одного боку) й Руфіном. Імператор підтримав останнього.
У 394 році був одним з командувачів армії Феодосія I під час походу проти узурпатора Євгена та Арбоґаста, відзначившись разом із Стіліхоном у битві при Фріґіді, де було переможено війська узурпатора. Слідом за цим повернувся до Константинополя.
Після смерті у 395 році Феодосія I новим імператором став його син Аркадій, при якому значний вплив отримав євнух Євтропій. Останній почав відсторонювати впливових військовиків. 396 року Тімасія притягнули до суду у звинувачеані в зраді. Його було засуджено та заслано до оази Харга у Лівійській пустелі. Тут він незабаром помер.

## Родина
Дружина — Пентадія
Діти:
- Сіагрій